# Vladas Drėma
Vladas Drėma (Władysław Dremo, ur. 3 grudnia 1910 w Rydze, zm. 4 stycznia 1995 w Wilnie) – litewski malarz, historyk sztuki, muzeolog, absolwent Uniwersytetu Stefana Batorego (USB) w Wilnie.
Jego rodzina pochodziła z Gierwiat (obecnie na Białorusi). Szukając pracy, jego rodzice wyemigrowali na Łotwę do Rygi, gdzie urodził się Vladas. Po śmierci rodziców wrócił on w strony rodzinne, skąd w 1920 roku wyjechał do Wilna, aby uczyć się w tamtejszym litewskim Gimnazjum im. Witolda Wielkiego. Po uzyskaniu egzaminu dojrzałości w latach 1931–1936 studiował na Wydziale Sztuk Pięknych USB. Tam, między innymi, nawiązał bliską znajomość ze Stanisławem Lorentzem. Już w trakcie studiów uczestniczył w wystawach wileńskich artystów. Był współzałożycielem Towarzystwa Artystów Plastyków „Grupa Wileńska”.
Po wojnie Vladas zmienił profil swojej działalności, rezygnując z malarstwa na większą skalę (artyści byli wtedy zmuszani do tworzenia dzieł w duchu socrealizmu), a zajął się pracą administracyjną i naukową. Pracował w Muzeum Etnograficznym Akademii Nauk Litewskiej SRR w Wilnie, Muzeum Sztuki w Wilnie oraz Instytucie Konserwacji Zabytków w Wilnie. Wykładał także w Państwowym Instytucie Sztuki Litewskiej SRR, czyli na dawnym Wydziale Sztuk Pięknych Uniwersytetu Wileńskiego, którego był absolwentem. W tym okresie odświeżył przedwojenną znajomość ze Stanisławem Lorentzem, który w tym czasie był już dyrektorem Muzeum Narodowego w Warszawie. Odnowiony kontakt dał możliwość Vladasowi na publikację swoich prac z zakresu historii sztuki Wielkiego Księstwa Litewskiego, których nie mógł opublikować w radzieckiej Litwie, na łamach „Biuletynu Historii Sztuki”. Korespondencja Vladasa ze Stanisławem z lat 1958–1991 została później opublikowana w formie książki.
Pracując w najważniejszych instytucjach kultury na Litwie, wykorzystał on możliwość dostępu do materiałów archiwalnych, dzięki którym napisał szereg ważnych prac poświęconych sztuce i jej twórcom na terenie Wielkiego Księstwa Litewskiego. Oprócz biografii Franciszka Smuglewicza i artykułów o innych twórcach wileńskich (które wydawał w Polsce) w 1991 roku udało mu się opublikować książkę-album poświęconą wizerunkom Wilna w dawnych czasach. Ukazała się późno z powodu blokowania jej wydania przez komunistyczne władze republiki ze względu na to, że większość materiałów ikonograficznych albumu przedstawia kościoły wileńskie. Praca Dingęs Vilnius („Wilno utracone”) była w momencie odzyskiwania niepodległości przez Litwę wielkim przebojem wydawniczym i do dzisiaj, mimo drugiego wydania, jest książką poszukiwaną.
Drėma, jako artysta, początkowo tworzył pejzaże w formie szkiców, pasteli i malowanych akwarelą, później ryciny oraz drzeworyty w duchu kubizmu, które z czasem przeobraził we własny styl oparty na różnorodnej palecie barw, kształtach geometrycznych oraz energicznej rytmice form.
Po działalności naukowej Drėmy pozostał zbiór materiałów archiwalnych kompletowany przez niego od lat przedwojennych. Jego córka zajęła się wydawaniem tych materiałów, które są cenną pomocą dla badaczy historii Wielkiego Księstwa Litewskiego.
Vladas Drėma zmarł w Wilnie. Pochowany został w reprezentacyjnej części Cmentarza Antokolskiego w Wilnie.

## Publikacje Vladasa Drėmy (wybór)
- Drėma V., Dingęs Vilnius, Vilnius, 1991.
- Drėma V., Pranciškus Smuglevičius, Vilnius 1973.
- Drėma V., Vilniaus šv. Onos bažnyčia. Vilniaus katedros rekonstrukcija 1782–1801 metais, Vilnius 1991.
- Drėma V., Vilniaus bažnyčios. Iš Vlado Drėmos archyvų, oprac. A. Lėverienė, A. Mickevičius, R. Mosiejienė, Vilnius 2008.
- Drėma V., Vilniaus namai archyvų fonduose, t. 1-13, Vilnius 1998–2007.